# Catalog de servicii IT
Un catalog de servicii - IT (engleză Service Catalog) este în Tehnologia Informației (IT) o listă de servicii pe care o organizație le oferă, atât angajaților, cât și clienților. Orice serviciu din cadrul catalogului trebuie să aibă:
- o descriere a serviciului oferit;
- termene limită pentru livrarea serviciului (SLA/OLA);
- care persoane/entități au dreptul de cere sau/și vedea serviciul;
- costuri privitoare la serviciu;
- descriere a modului de realizare a serviciului.

## Despre utilitatea unui Service Catalog IT
Serviciile oferite de către departamentele IT (Tehnologia Informației) cresc din ce în ce mai mult și devine foarte important să se poată demonstra valoarea IT-ului în business-ul (domeniul) pe care îl servește. IT-ul a devenit o comoditate, o obișnuință, un necesar. Majoritatea oamenilor consideră că back-up-urile, configurările, instalările noilor versiuni de software sau crearea unor ghiduri de utilizare cărora clientul nu le acordă necondiționat destulă atenție, sunt auto-suficiente și nu atribuie nici un cost acestor acțiuni. Deși aceste procese sunt de multe ori foarte bine manageriate și sunt făcute cu cele mai bune intenții și practici, în majoritate cazurilor nu demonstrează că aduc valoare clară business-ului (afacerilor).
Pe de altă parte s-a creat o întreagă industrie în jurul standardelor ITIL, în jurul proceselor, tool-urilor, consultanței, cursurilor și certificărilor pentru care multă lume, inclusiv mulți manageri sau chiar unii CIO se întreabă unde este valoarea. 
Rolul catalogului de servicii IT este văzut în a acoperi aceste două lipsuri informaționale:
- demonstrarea valorii departamentelor IT pentru business (afaceri)
- cum se transformă practicile ITIL, ITSM din simple instrucțiuni de a face ceva, în procese cu ROI și valoare în bani.

## Specificul unui Service Catalog IT
Un Service Catalog IT forțează definirea și design-ul serviciilor în așa fel încât ele să fie inteligibile și chiar palpabile din punct de vedere business și nu doar IT - oricât de multe componente IT l-ar compune. Forțează o abordare de tipul "lanțului de aprovizionare și distribuție" condus tot timpul de client. Acest mod de abordare prezintă drumul critic pentru operațiunile IT și ar trebui să aibă ca urmare concentrarea asupra barierelor organizaționale din IT și ruperea acestora pentru a oferi serviciile definite. De multe ori se consideră că o organizație face acest lucru sau este aproape de a face acest lucru oricum, dar ceea ce lipsește este dovada și un mod de validare a faptului că lucrurile sunt corecte. Un Service Catalog se cuvine să asigure scheletul pentru o raportare pe mai multe niveluri, concentrată și filtrată într-un mod prin care oameni din diferite domenii să își poată lua informația fără a se lovi de limbaj IT sau date ce necesită o suită mare de explicații de natură tehnică.

## Service Catalogul IT și valoarea serviciilor IT
Crearea unui Service Catalog IT nu trebuie privită doar ca un exercițiu de documentare și clasificare a muncii fiecăruia. Prin automatizarea sau excluderea unor sarcini administrative (cereri de aprobări, descompunerea unor servicii) și prin îmbunătățirea vizibilității serviciilor oferite de IT (Tehnologia Informației), un Service Catalog trebuie să aducă valoare în bani. Prin controlul oferit de imaginea serviciilor și de metricile atribuite, IT-ul se poate administra ca business (afacere), cu final comercial, nu doar ca o colecție de best-practice-uri (practici agreate/bune) ce e suportată (financiar) de celelalte departamente.